# Petak 13. III
Petak 13. III (eng. Friday the 13th: Part III), američki horor film redatelja Stevea Minera iz 1982. godine. To je prvi film iz serijala u kojem Jason nosi hokejašku masku, koja postaje prepoznatljiv znak serijala.

## Radnja
Djevojka je preživjela napad od strane poremećenog ubojice koji je pobjegao te su ubijeni vlasnici trgovine i Jason traži još žrtava.
Grupa mladih dolazi kampirati na područje nekadašnjeg kampa Crystal Lake koji nadzire psihopatski ubojica Jason.

## Glavne uloge
- Dana Kimmell - Chris Higgins
- Paul Kratka - Rick
- Tracie Savage - Debbie
- Jeffrey Rogers - Andy
- Catherine Parks - Vera Sanchez
- Larry Zerner - Shelly
- David Katims - Chuck
- Rachel Howard - Chili
- Richard Brooker - Jason Voorhees
- Nick Savage - Ali
- Amy Steel - Ginny Field
- John Furey - Paul Holt
- Gloria Charles - Fox
- Kevin O'Brien - Loco
- Cheri Maugans - Edna
- Steve Susskind - Harold
- Perla Walter - gđa. Sanchez
- David Wiley - Abel

## Zarada
Treći dio serijala snimljen je s budžetom od 4 milijuna USD. Film je u prvom vikendu prikazivanja uprihodio 9.406.522 USD te ukupno 36.690.067 USD.